# Chamaecrista fasciculata
Chamaecrista fasciculata är en ärtväxtart som först beskrevs av André Michaux, och fick sitt nu gällande namn av Edward Lee Greene. Chamaecrista fasciculata ingår i släktet Chamaecrista och familjen ärtväxter. Inga underarter finns listade i Catalogue of Life.

## Bildgalleri

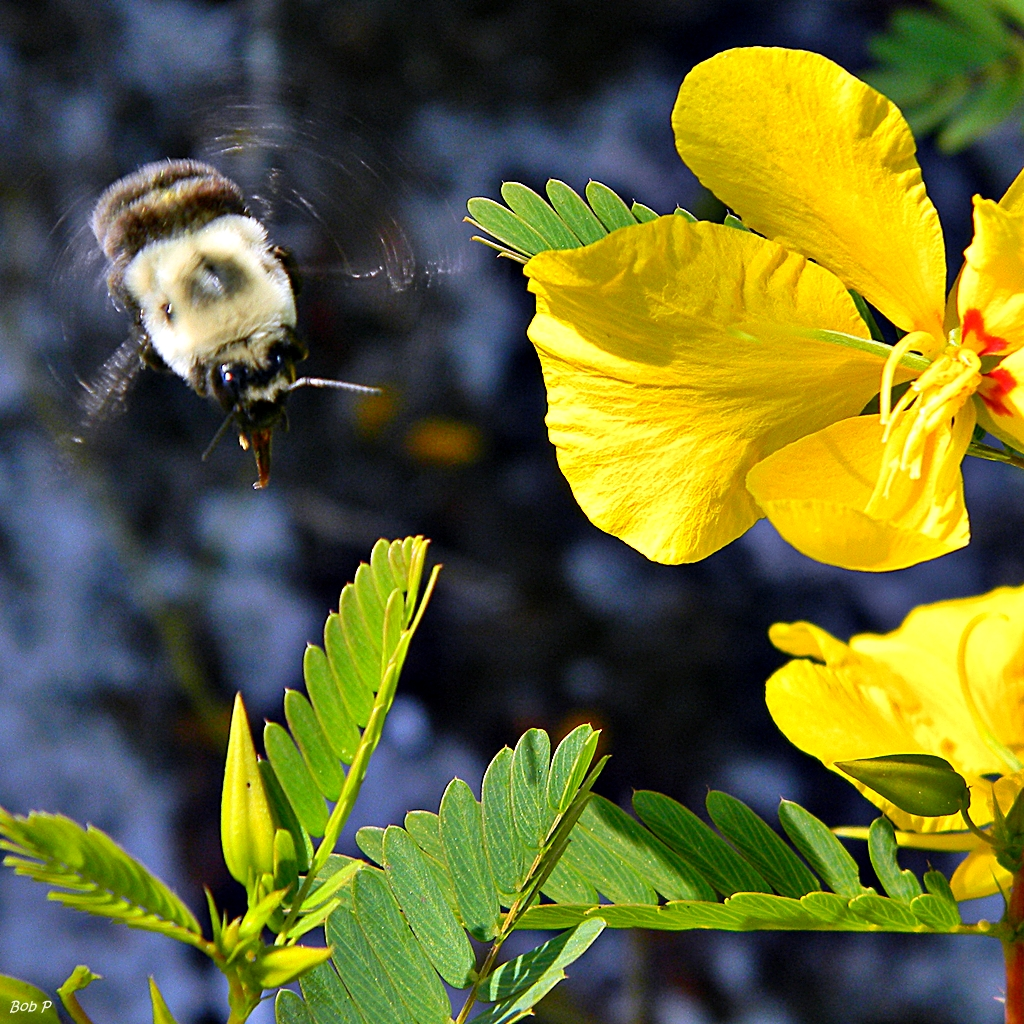
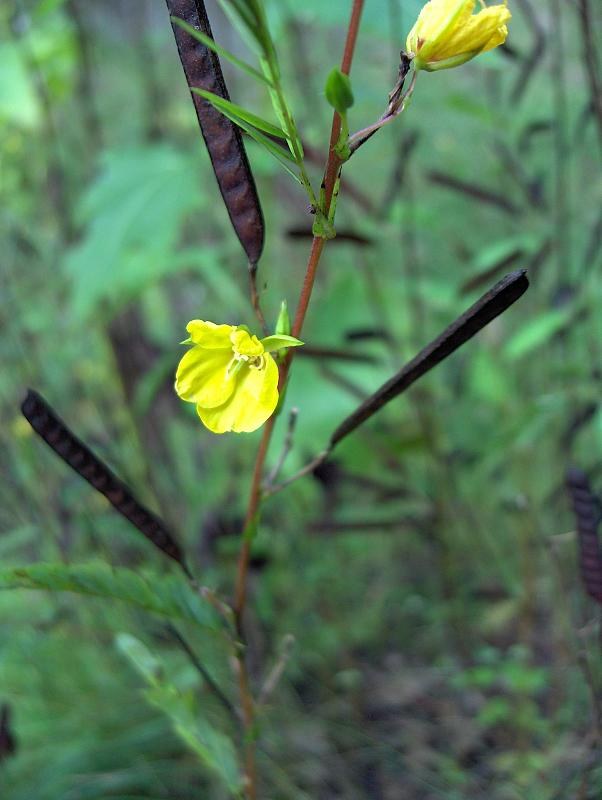
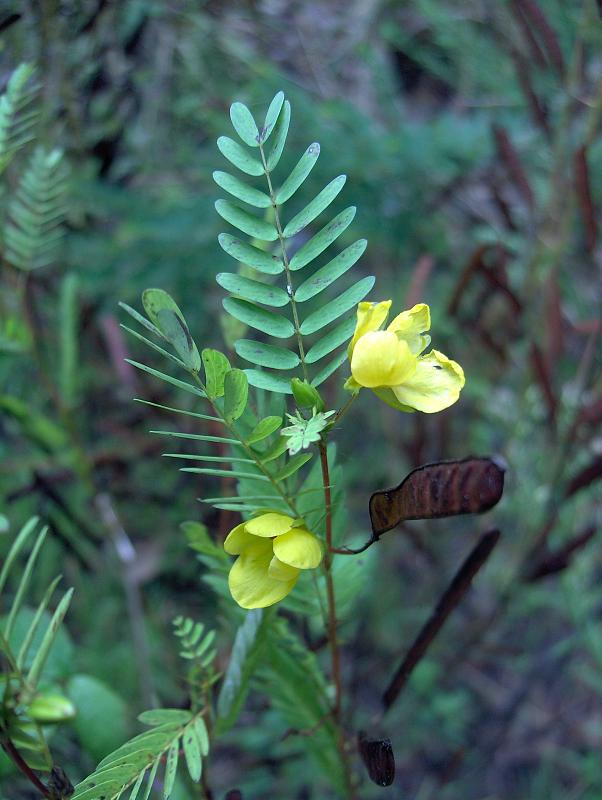